# Aéroport du Golfe persique

L'aéroport du Golfe persique (en persan: فرودگاه خلیج فارس) ((code IATA : PGU • code OACI : OIBP) est un aéroport d'Assalouyeh, en Iran.
L'aéroport a été en opération depuis 2005 et, bien que petite, bénéficie de l'un des plus modernes de l'aérogare passagers de bâtiments récemment construits dans la région. Il y a de fréquentes réguliers et nolisés de transport de passagers chaque jour, exploité par Mahan Airlines, Kish Airlines, Iran Aseman Airlines, Taban Airlines et Caspian Airlines de villes à travers l'Iran, y compris Téhéran, Mechhed, Ispahan, Chiraz, Tabriz, Ahwaz, Rasht, Île de Kish et Kermanshah, chaque semaine, des vols internationaux à Dubaï, exploité par Mahan Airlines.

## Situation
| Sārī Dasht-é Naz Golfe · persique Téhéran-MehrabadTéh.-Mehrabad Mechhed Téhéran-KhomeiniTéh.-Khomeini Chiraz Kish Ahvaz Ispahan Tabriz Bandar · Abbas Kerman Yazid Abadan Kermanchah Zahedan Bouchehr Qechm Ourmieh Racht Birjand Chabahar Lamerd |

## Compagnies aériennes et destinations
| Compagnies           | Destinations |
| -------------------- | --- |
| Caspian Airlines     | Ispahan-S. Beheshti, Kermanchah, Mechhed-Shahid H. Nejad, Racht, Sārī-Dasht é Naz, Chiraz-Shahid Dastghaib, Tabriz |
| Iran Air Tours       | Chiraz-Shahid Dastghaib, Téhéran-Mehrabad                                                                          |
| Iran Aseman Airlines | Ahvaz, Arak, Chiraz-Shahid Dastghaib, Téhéran-Mehrabad                                                             |
| Kish Air             | Ispahan-S. Beheshti, Racht, Chiraz-Shahid Dastghaib, Téhéran-Mehrabad                                              |
| Mahan Air            | Ahvaz, Ispahan-S. Beheshti, Mechhed-Shahid H. Nejad, Téhéran-Mehrabad                                              |
| Sepehran Airlines    | Chiraz-Shahid Dastghaib, Téhéran-Mehrabad                                                                          |

Édité le 03/01/2019